# 溯溪
從登山运动中獨立出的溯溪（日语：沢登り，羅馬化：Sawanobori，直译：沿着溪谷攀登，又稱溯澗或行澗），是指沿著溪谷逆流而上，并且需要在部分复杂地形（如瀑布或巨石）進行技術性攀登的运动。
溯溪是登山方式的一種，最初发源于日本，后傳播至台灣。该运动目前主要盛行於日本、台灣兩地，并且在東南亞及中國大陸也有少量此类活动。溯溪的由来，据传是因為人性中的冒險性格，當傳統登山路線被開發成熟之後，自然會有人想要挑戰難度更高的路線，於是就沿溪流而上，途中需克服各種地形，如深潭、瀑布、各種落差、高繞等等，溯到溪流源頭之後，還需要自行開路、找路切到稜線或山頭，再循傳統路線下山。溯溪，意為追溯至溪的源頭，英文為River Tracing。
溯溪的配備並沒有一定要求，但因為不同的河谷地形可能具有危險性，需要應用到攀登的技術與器具，如繩帶以利幫助隊員過溪及上岩壁。

## 装备
一般來說常見的配備有:
- 繩索 - 團隊裡至少要有數條數公尺的登山專用繩或繩帶，以利嚮導隊友互相支援度過深潭或岩壁。一般可以分成主繩、傘帶(扁帶)、繩環(sling)等。
- 溯溪鞋 - 各品牌各有設計，多採薄底以增加貼附力，鞋底止滑可能採用類似輪胎橡膠及底紋，以增加摩擦力；或做粗布海綿狀，再於前後附加細釘，功用是固定立足點於滑動青苔岩面，鞋面則採透水透氣彈性包覆，釣魚店及登山用品社或運動用品店皆有販售，售價數百元至一千多元新台币（台灣地區）。
- 防寒衣（禦寒衣） - 長時間涉溪，體溫容易流失，可以穿防寒衣保暖。不過防寒衣並不是必要的配備，且在技術攀登中容易阻礙行動。
- 頭盔 - 溪谷在下雨過後，水流沖刷可能造成落石，尖銳的落石經加速度可能無預警的無聲快速落下，甚至在好天氣時也有必要防範。在較危險地形攀登時或失足滑落的意外，都需要保護頭部。

溯源性質會戴攀岩用的頭盔，以防落石的問題。合格的攀岩頭盔通過模擬以上狀況的撞擊測試，並獲得CE認證(EN12492號)或是UIAA認證，選擇頭盔必須要有兩個認證其中之一。頭盔是救命裝備，滑板帽建議適用於休閒溯溪。
- 救生衣 - 再淺的溪流都有讓人溺斃的危險，休閒性質或短程溪段之輕裝溯溪，途中得全程穿著救生衣。至於技術攀登或溯源性質溯溪，則因救生衣易阻礙行動甚至導致攀登的危險，故而常以具助浮效果的背包取代其效果(但須事先經過相關的訓練)。

另外的保護：
- 護膝 - 溯溪中的攀爬，跌倒滑落膝蓋容易受傷。
- 長袖衣物 - 防止擦傷。

其他：
- 泳衣泳具
- 排汗衣- 溯溪應避免穿著厚重或吸水的衣物，以利身體活動。